# Hydroxyde de zirconium
L’hydroxyde de zirconium(IV) ou simplement hydroxyde de zirconium, parfois appelé zircone hydratée, est un composé chimique mal défini de formule idéale Zr(OH)4 mais souvent décrite sous la forme ZrO2·nH2O et Zr(OH)4·nH2O avec une teneur variable en eau. Ces substances sont employées comme précurseurs en catalyse acide, notamment pour les réactions de Friedel-Crafts. Ce sont également des intermédiaires dans le traitement des minerais de zirconium.
On obtient de tels composés par hydrolyse ménagée d'halogénures et de nitrates de zirconium. Le chlorure de zirconyle ZrOCl2 octahydraté en est un précurseur important. Une autre méthode consiste à faire réagir des solutions acides de sel de zirconium avec de l'ammoniac.